# 蔡康年
蔡康年（英語：Miguel Choi Hong Nin，1969年9月24日—）是香港男藝人，現為無綫電視基本藝人合約演員。他在1986年畢業於聖保羅書院。畢業後他曾加入香港電台、新城電台、商業電台及有線電視節目主持。此外，蔡康年也是財經節目《創富坊》主持人之一，現時演出的電視劇他多以擔任醫生或法官角色為主。同沈大師做財經節目錢錢錢打到黎。

## 曾涉暴力對待女友（假的）
1998年，蔡康年与前艺人施念慈相恋，蔡康年還將手機、香港身份證都貼上女友玉照。不過曾傳出蔡曾多次對女方動粗，此事曾轟動一時，兩人於翌年七月正式分手。

## 演出

### 電視劇
| 首播         | 劇名                 | 角色                                                                             |
| 無綫電視     |                      |                                                                                  |
| 2001年       | 酒是故鄉醇           | 黎順水                                                                           |
| 2002年       | 談判專家             | 彭國樑                                                                           |
| 2003年       | 帝女花               | 王承恩                                                                           |
| 2003年       | 金牌冰人             | 劉世光                                                                           |
| 2003年       | 當四葉草碰上劍尖時   | 裁判                                                                             |
| 2003年       | 富豪海灣非凡情緣     | 許祥貴                                                                           |
| 2004年       | 陀槍師姐IV           | 陳志聰                                                                           |
| 2004年       | 棟篤神探             | 吳少岳（鱷魚仔）                                                                 |
| 2004年       | 青出於藍             | 李小超                                                                           |
| 2005年       | Yummy Yummy          | 思明                                                                             |
| 2005年       | 翻新大少             | 朱仔                                                                             |
| 2005年       | 隨時候命             | 陳啟佳                                                                           |
| 2006年       | 天幕下的戀人         | Leon                                                                             |
| 2006年       | 鐵血保鏢             | 阿平（第8-9集）                                                                  |
| 2006年       | 高朋滿座             | 攝影師／Victoria                                                                 |
| 2006年       | 樓住有情人           | 鄧貴權                                                                           |
| 2006年       | 施公奇案             | 楊杰/僧格正雄(青年)                                                              |
| 2007年       | 同事三分親           | 大何（第192集）、公子（第254集）                                                 |
| 2007年       | 森之愛情             | 換領中心經理                                                                     |
| 2007年       | 通天幹探             | 張來發                                                                           |
| 2008年       | 最美麗的第七天       | 劉華（第17集）                                                                   |
| 2008年       | 法證先鋒II           | 張耀忠                                                                           |
| 2008年       | 畢打自己人           | Bill Chung                                                                       |
| 2008年       | 與敵同行             | 銀行職員                                                                         |
| 2008年       | Click入黃金屋        | 陳大良                                                                           |
| 2009年       | ID精英               | 汪明照                                                                           |
| 2009年       | 老婆大人II           | Ryan                                                                             |
| 2010年       | 秋香怒點唐伯虎       | 主持                                                                             |
| 2010年       | 鐵馬尋橋             | 裁判                                                                             |
| 2010年       | 飛女正傳             | 心理醫生                                                                         |
| 2010年       | 讀心神探             | Wilson                                                                           |
| 2010年       | 巾幗梟雄之義海豪情   | 醫生                                                                             |
| 2010年       | 囧探查過界           | 連醫生                                                                           |
| 2011年       | 仁心解碼             | 尼采                                                                             |
| 2011年       | 你們我們他們         | 司儀                                                                             |
| 2011年       | 誰家灶頭無煙火       | 岑耀祖                                                                           |
| 2011年       | 點解阿Sir係阿Sir     | 內地人員                                                                         |
| 2011年       | 真相                 | Dr. Lee                                                                          |
| 2011年       | 不速之約             | 蘇大同                                                                           |
| 2011年       | 結·分@謊情式         | 醫生                                                                             |
| 2011年       | 天與地               | 精神科醫生                                                                       |
| 2012年       | 4 In Love            | Alex                                                                             |
| 2012年       | On Call 36小時       | 私家醫生                                                                         |
| 2012年       | 拳王                 | 畢家華                                                                           |
| 2012年       | 心戰                 | 基                                                                               |
| 2012年       | 飛虎                 | David（第8集）                                                                   |
| 2012年       | 護花危情             | 山助手                                                                           |
| 2012年       | 回到三國             | 华佗（第21集）                                                                   |
| 2012年       | 怒火街頭2            | 家屬                                                                             |
| 2012年       | 巴不得媽媽...        | 醫生                                                                             |
| 2012年       | 雷霆掃毒             | 辯方律師                                                                         |
| 2012年       | 名媛望族             | 傳譯                                                                             |
| 2012年       | 法網狙擊             | 年輕法官（第8集）                                                                |
| 2012至2016年 | 愛·回家 (第一輯)     | 曾超人                                                                           |
| 2012至2016年 | 愛·回家 (第二輯)     | 曾超人                                                                           |
| 2013年       | 老表，你好嘢！       | 醫生（第11集）                                                                   |
| 2013年       | 初五啟市錄           | 何經理                                                                           |
| 2013年       | 戀愛季節             | 醫生（第13集）                                                                   |
| 2013年       | 仁心解碼II           | 汽車經紀（第22集）                                                               |
| 2013年       | 好心作怪             | 拍賣官（第8集）                                                                  |
| 2013年       | 衝上雲霄II           | 李公子（第1集）                                                                  |
| 2013年       | 情逆三世緣           | 夜總會經理                                                                       |
| 2013年       | 法外風雲             | 馬經理（第2集）                                                                  |
| 2013年       | 舌劍上的公堂         | 榮員外（第11集）                                                                 |
| 2014年       | 叛逃                 | 生化人員（第1集）                                                                |
| 2014年       | 點金勝手             | 章冠鋒                                                                           |
| 2014年       | 寒山潛龍             | 朝廷大臣                                                                         |
| 2014年       | 忠奸人               | 駱健忠                                                                           |
| 2014年       | 使徒行者             | 高展能                                                                           |
| 2014年       | 再戰明天             | 司儀（第17集）                                                                   |
| 2014年       | 我們的天空           | 阿華                                                                             |
| 2014年       | 名門暗戰             | 司儀                                                                             |
| 2015年       | 四個女仔三個BAR      | 賴官                                                                             |
| 2015年       | 衝線                 | 李廠長（第5集）                                                                  |
| 2015年       | 東坡家事             | 辛老闆                                                                           |
| 2015年       | 實習天使             | 廖生                                                                             |
| 2016年       | 警犬巴打             | 律師                                                                             |
| 2016年       | 公公出宮             | 何伯子（第19-21集）                                                              |
| 2016年       | 廉政行動2016         | 蔡展輝（第1集）                                                                  |
| 2016年       | 殭                   | 節目主持（第17集）                                                               |
| 2016年       | 愛·回家之八時入席    | 朴先生（第61集）李富豪（第125、150、193、195集）                                 |
| 2016年       | 完美叛侶             | 控方律師（第10集）                                                               |
| 2016年       | 巨輪II               | 錢                                                                               |
| 2016年       | 為食神探             | 洪少（第4集）                                                                    |
| 2016年       | 律政強人             | 李文彬                                                                           |
| 2016年       | 幕後玩家             | CK                                                                               |
| 2017年       | 財神駕到             | 月老                                                                             |
| 2017年       | 乘勝狙擊             | 何波                                                                             |
| 2017年       | 與諜同謀             | 黃安達                                                                           |
| 2017年       | 我瞞結婚了           | 醫生                                                                             |
| 2017年       | 心理追兇 Mind Hunter | Terry                                                                            |
| 2017年       | 蘭花刼               | 電台主播                                                                         |
| 2017年       | 老表，畢業喇！       | 主持（第25集）                                                                   |
| 2017年       | 誇世代               | 古武                                                                             |
| 2017年       | 溏心風暴3            | 關國基                                                                           |
| 2017年至今   | 愛·回家之開心速遞    | 男主持（第4集） 皮膚科醫生（第149集） 醫生（第271、331、379集） 吳旺達副官牙斬斬 |
| 2018年       | 三個女人一個「因」   | 經理（第11集）                                                                   |
| 2018年       | 果欄中的江湖大嫂     | 法官（第29-30集）                                                                |
| 2018年       | 棟仁的時光           | 曹總（第15集）                                                                   |
| 2018年       | 宮心計2深宮計        | 梁太醫                                                                           |
| 2018年       | 特技人               | 主播（第7集）                                                                    |
| 2018年       | 再創世紀             |                                                                                  |
| 2018年       | 是咁的，法官閣下     | 裁判官                                                                           |
| 2018年       | 兄弟                 | 莊生                                                                             |
| 2019年       | 白色強人             | Ricky（第5、7、15集）                                                            |
| 2019年       | 街坊財爺             | 節目主持（第1、11集）                                                            |
| 2019年       | 金宵大廈             | Jackson（第12集）                                                                |
| 2019年       | 牛下女高音           | 地產經紀（第5集）                                                                |
| 2020年       | 丫鬟大聯盟           | 戶部尚書（第13-14集）                                                            |
| 2020年       | 十八年後的終極告白   | 戴展國（戴Sir）                                                                  |
| 2020年       | 降魔的2.0            | 司儀（第4集）                                                                    |
| 2020年       | 迷網                 | 譚育德（譚Sir）                                                                  |
| 2020年       | 反黑路人甲           | 報社老總（第1-2集）                                                              |
| 2020年       | C9特工               | 新S Man（第20集）                                                                |
| 2020年       | 木棘証人             | 醫生（第17集）                                                                   |
| 2020年       | 踩過界II             | 法官                                                                             |
| 2021年       | 失憶24小時           | 法官（第27集）                                                                   |
| 2021年       | 愛美麗狂想曲         | 主持（第30集）                                                                   |
| 2021年       | 伙記辦大事           | 黃醫生（第25、27集）                                                             |
| 2021年       | 寶寶大過天           | Simon（第2集）                                                                   |
| 2021年       | 智能愛人             | 護老院院長                                                                       |
| 2021年       | 七公主               | 法官（第8-10集）                                                                 |
| 2021年       | 把關者們             | 主持（第14、26集）                                                               |
| 2021年       | 星空下的仁醫         | 卓醫生（第10集）                                                                 |
| 2021年       | 換命真相             | 醫生（第22集）                                                                   |
| 2021年       | 異搜店               | 醫生（第5、11、18集）                                                            |
| 2022年       | 童時愛上你           | 酒客（第8集）                                                                    |
| 2022年       | 美麗戰場             | 李總（第3集）                                                                    |
| 2023年       | 隱形戰隊             | 醫生（第24集）                                                                   |
| 2023年       | 寵愛Pet Pet          | 關漢（第4-5、17、19集）                                                          |
| 2025年       | 富貴千團             | 嚴居正                                                                           |
| 2025年       | 痞子無間道           | 搣沙鞭                                                                           |
| 邵氏兄弟     |                      |                                                                                  |
| 2023年       | 廉政狙擊             | 關兆恒                                                                           |

### 節目主持
- 深夜直航
- 恐怖熱線
- 新城電台
- 香港有線電視YMC台 - 青年人民大會（YMC至尊榜）、YMC音樂年
- Yes!
- 趣眼看人生（2004）
- 創富坊（2008-2016）
- 東張西望（旁白）（2019年起）

### 綜藝節目（TVB）
- 2013年：演嘢
- 2017年 最緊要好玩
- 2017年：馬家開飯
- 2024年：新春保良迎金龍[4]